# Rue de Thorigny
La rue de Thorigny est une voie du 3e arrondissement de Paris, en France.

## Situation et accès
La rue de Thorigny est une rue située en plein cœur du quartier du Marais.
Ce site est desservi par les stations de métro Saint-Paul et Saint-Sébastien - Froissart.

## Origine du nom
Cette voie porte le nom de Jean-Baptiste Claude Lambert de Thorigny qui fut président de la 2e chambre des requêtes du Parlement de Paris, de 1713 à 1727, et prévôt des marchands de Paris de 1726 à 1729.

## Historique

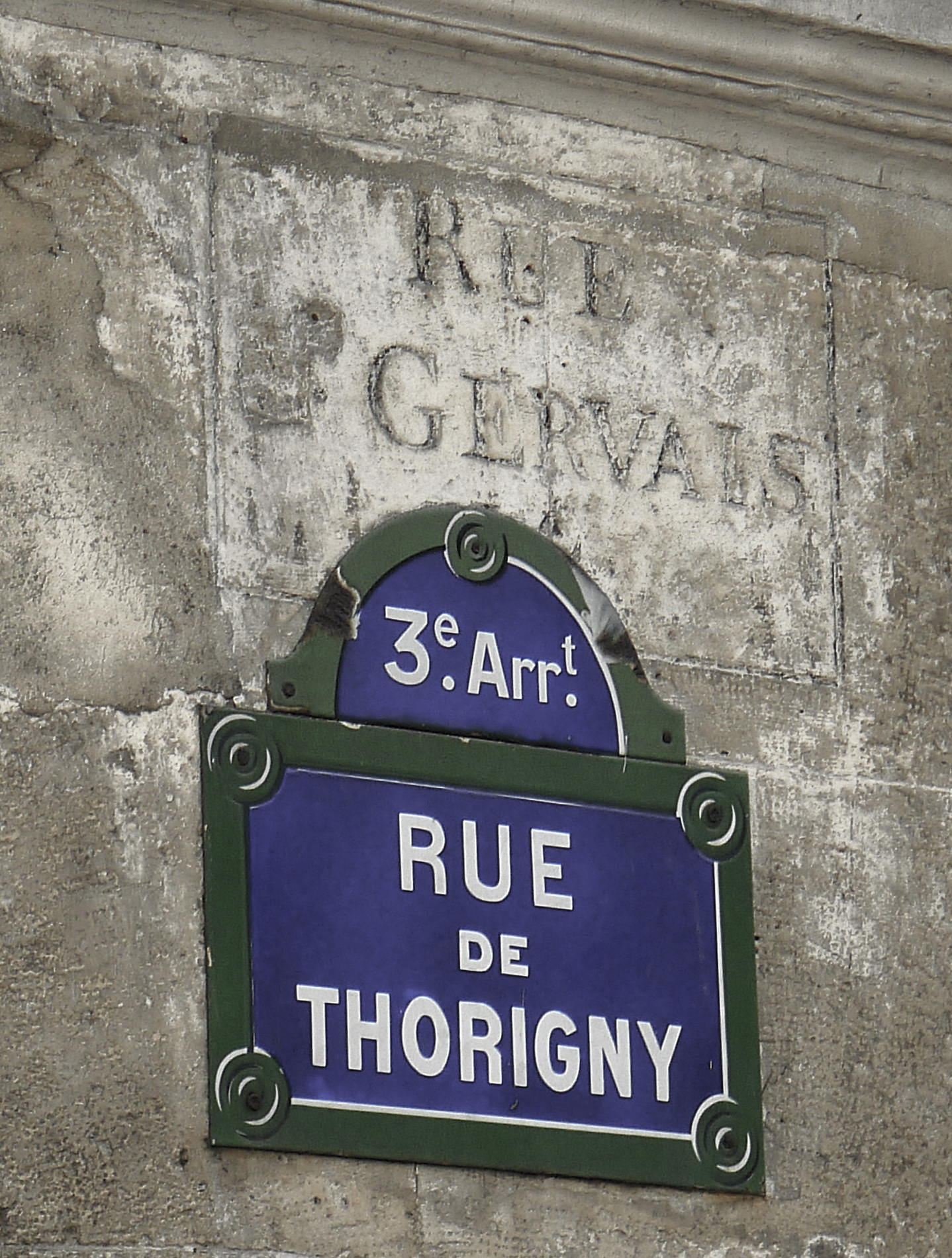
Traces d'un ancien nom de la rue (rue Saint-Gervais).

Cette voie était en 1539 un chemin en impasse prolongé en 1620 lors du lotissement des jardins qui appartenaient aux religieuses hospitalières de Saint-Gervais.
Ce lotissement est contemporain de l'urbanisation  de la partie du domaine des Templiers à proximité, le long  de plusieurs rues  amorcées en début d’exécution du projet abandonné de place de France (rue Debbeleyme  et rues portant les noms de provinces de France).   
Il ne restait à bâtir qu'un terrain de 3 700 m2 environ dans la culture Saint-Gervais acheté en 1656 par  Pierre Aubert de Fontenay Trésorier général de l'artillerie aux  religieuses hospitalières de Sainte-Anastase ce qui leur procura les fonds permettant l'acquisition de l'hôtel d'O pour y installer leur hôpital.  
Elle est citée sous le nom de « rue Neufve Saint Gervais » dans un manuscrit de 1636.
Sur ce terrain ont été formées deux rues qui prirent le nom, au début du XVIIIe siècle, de « rue de Thorigny » et de « rue de la Perle ».

## Bâtiments remarquables et lieux de mémoire
- Au no 2, à cet emplacement, Marion Delorme mourut en 1650.
- Au no 4 a vécu l’humoriste, acteur et réalisateur Alex Métayer[2] jusqu’à sa mort en 2004.
- Au no 5 se trouve le remarquable hôtel Salé construit de 1656 à 1659 par Jean Boullier de Bourges, pour Pierre Aubert de Fontenay, et son épouse, une demoiselle Chastelain. Compromis par les accusations de péculat de Nicolas Fouquet, Aubert de Fontenay fut spolié de ses biens (ayant acheté la ferme de la gabelle — impôt sur le sel —, le nom d’hôtel Salé vint populairement de là). Cependant, ce dit nouveau riche mourut avant la fin des travaux, et l’hôtel fut occupé par Morosini en 1671. En 1768, il devint l’hôtel Juigné, propriété de monseigneur Leclerc de Juigné, évêque de Châlons, puis archevêque de Paris, membre de l’Assemblée constituante. Pillé et réquisitionné lors de la Révolution, l’hôtel fut vendu en 1797, puis loué à l’École centrale des arts et manufactures. L’hôtel Salé abrite aujourd'hui le musée Picasso.

À l'angle avec la rue des Coutures-Saint-Gervais subsiste la marque du fief de la couture Saint-Gervais.

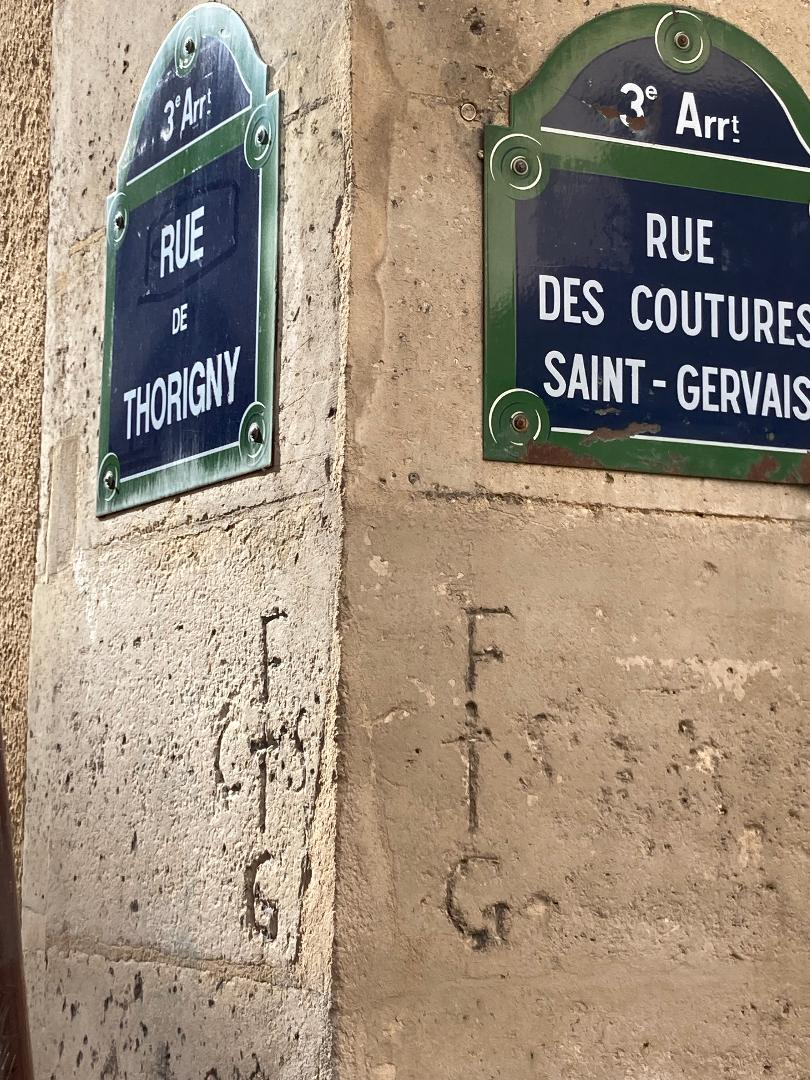
Inscriptions indiquant les limites du fief des Coutures-Saint-Gervais.

Une autre marque du fief est inscrite à l’angle avec la rue Debelleyme.

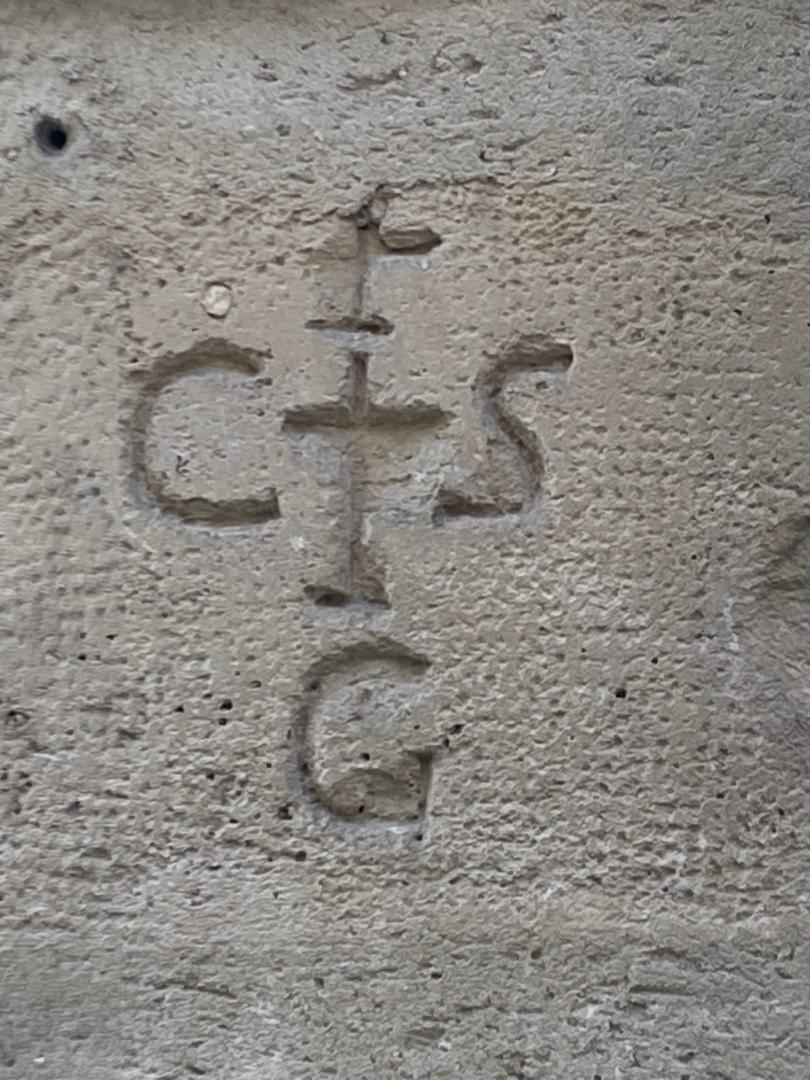
Inscription du fief des Coutures-Saint-Gervais.

- Les nos 6, 8 et 10 constituaient un ensemble bâti en 1659, habité par Thiroux de Crosne, lieutenant de police ayant supprimé les vieux cimetières de Paris (celui des Innocents, entre autres).
- Au no 8 habita madame de Sévigné, de 1669 à 1672, avant de s'installer rue de Montmorency.
- Au no 9 logea Honoré de Balzac quand il étudiait dans l'institution de l'abbé Ganser en 1815.
- Au no 13 se situe l’un des rares exemples d'immeuble moderne en brique (1973) construit au cœur de Paris, à l'emplacement du jardin d'un hôtel particulier se trouvant rue Vieille-du-Temple.